# Konerlu, Belur
Konerlu là một làng thuộc tehsil Belur, huyện Hassan, bang Karnataka, Ấn Độ.